# Aurothioglucose
Aurothioglucose còn được gọi là thiôglucôzơ vàng (Tên thương mại là: SOLGANAL ) với công thức phân tử là AuSC6H11O5. Đây là một dẫn xuất của đường glucôzơ được dùng trong y học để trị bệnh viêm khớp dạng thấp.

## Lịch sử
Trong lịch sử, vàng được sử dụng làm thuốc chữa bệnh mặc dù chưa có cơ sở đáng tin nào. Năm 1935, thuốc có vàng hoặc muối của vàng được báo cáo là có hiệu quả trong việc chữa bệnh viêm khớp dạng thấp. Mặc dù có nhiều bệnh nhân phản ứng tích cực với thuốc nhưng aurothioglucose vẫn chưa có hiệu quả thống nhất.
Ba loại thuốc có chứa vàng hoặc muối vàng vẫn được sử dụng trong lâm sàng cho mục này ở Hoa Kỳ là: auranofin, natri aurothiomalate (hay còn gọi là Natri vàng thiomalate) và aurothioglucose. Ở Anh chỉ có hai loại được sử dụng là auranofin và aurothioglucose.

## Tính chất
Aurothioglucose có trạng thái oxi hoá  là +1, giống như các vàng thiol khác. Nó là một chất dễ tan trong nước.
Trong điều kiện xác định, một phản ứng oxi hoá-khử diễn ra tạo thành vàng và axít sulfinic

## Điều chế
Aurothioglucose có thể được điều chế bằng cách xử lý vàng bromide và dung dịch bão hoà thiôglucô với lưu huỳnh điôxit. Aurothioglucose sẽ kết tủa trong methanol và tái kết tinh với nước và methanol.

## Chỉ định
Aurothioglucose được dùng điều trị các thể viêm khớp hoạt động như viêm khớp dạng thấp ở người lớn và thiếu niên.